# جسر الملك حسين
جسر الملك حسين أو معبر الكرامة (حسب السلطة الفلسطينية) أو جسر ألنبي (حسب إسرائيل) ((Allenby Bridge) جسر يربط الضفة الغربية بالأردن فوق نهر الأردن ويبعد عن عمّان 60 كم وعن أريحا 5 كم، على ارتفاع 273 متر تحت مستوى سطح البحر، ويستخدم كمعبر حدودي بين الأردن والضفة الغربية. يعود تاريخ الجسر إلى الدولة العثمانية حيث كان خشبيا يسمى الغورانية. بعد تدمير الجسر الخشبية أنشئ هيكل حديدي ثم بني مكانه  جسر اسمنتي حديث بعد اتفاق أوسلو. شهد الجسر الخشبي القديم عبرات وآهات المهجرين خلال النكسة إلى الضفة الشرقية لنهر الأردن.

## التاريخ

### قبل الاحتلال الإسرائيلي

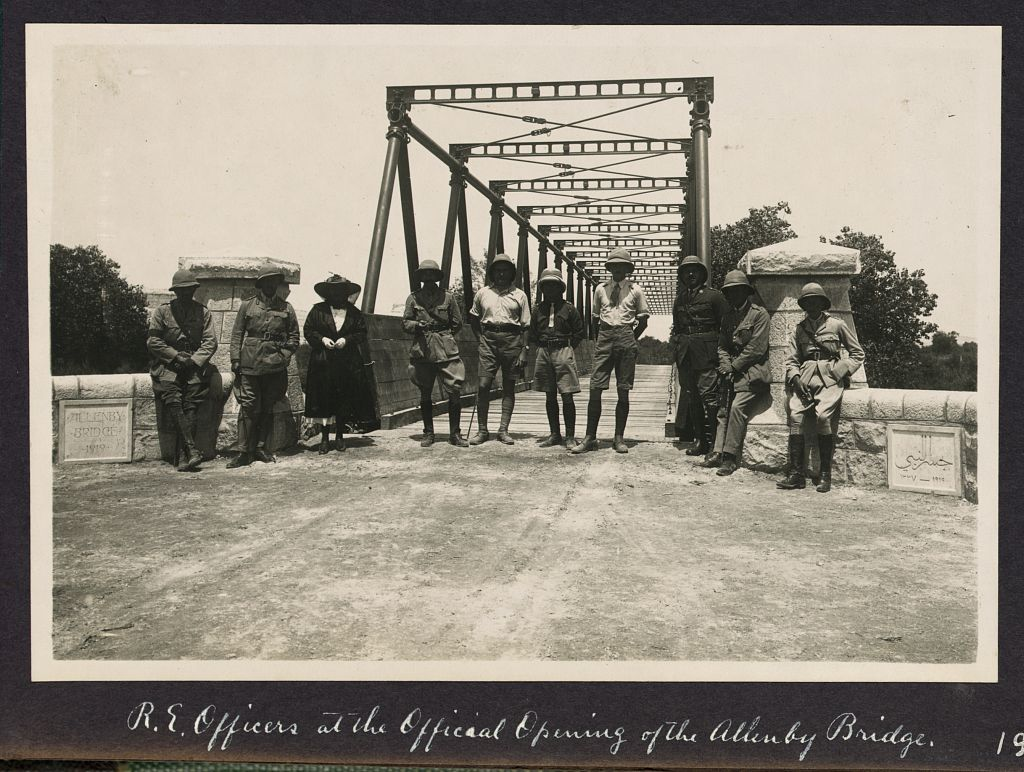
مدخل جسر الغورانية عام 1918.

بني الجسر الأصلي في 1885 من قبل الدولة العثمانية بإشراف متصرفية القدس الشريف وكان مصنوعا من الخشب، وتعرض عام 1897 لأضرار بالغة نتيجة فيضان النهر، وخلال الحرب العالمية الأولى تعرض للتدمير من جديد، وأعاد الاحتلال البريطاني بناءه بعد السيطرة على المنطقة سنة 1918، وأطلق عليه اسم ألنبي تيمنا باسم الجنرال إدموند ألنبي قائد الجيش البريطاني الذي احتل فلسطين. سقط الجسر من جديد سنة 1927 بسبب زلزال نابلس 1927 وأعيد تأهيله.

### بعد الإحتلال الإسرائيلي

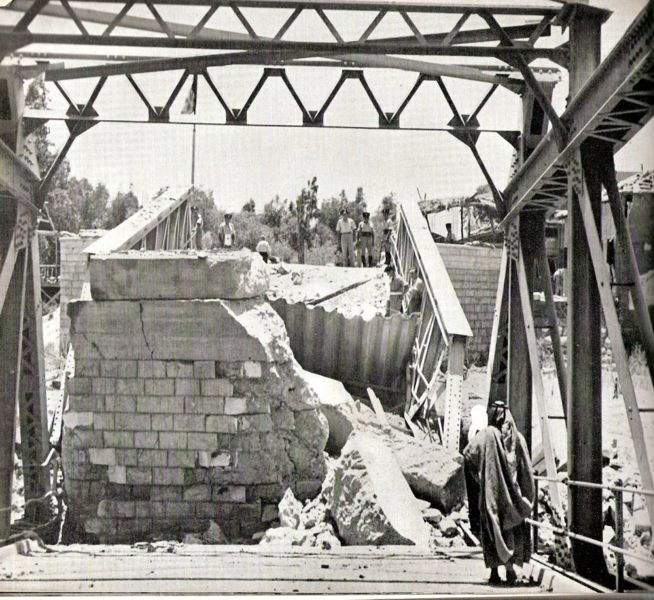
تفجير الجسر من قبل بلماح عام 1946.

لعب الجسر دورا مهما في نقل السلاح والمؤن إلى فلسطين، وتم تدمير الجسر في 16 يونيو 1946 بعملية ليل الجسور بواسطة عصابة بلماح بقيادة حاييم بارليف، وتم ترميمه من جديد من قبل البريطانيين.
ليتم تدميره من جديد خلال حرب 1967 لكن أعيد بنائه سنة 1968 من الحديد بشكل مؤقت بنظام جسر جملوني، في الوقت الحالي ما يزال الجانب الإسرائيلي يسميه جسر النبي، أما الجانب الأردني فيسميه جسر الملك الحسين أو الكرامة.

### بعد معاهدة وادي عربة

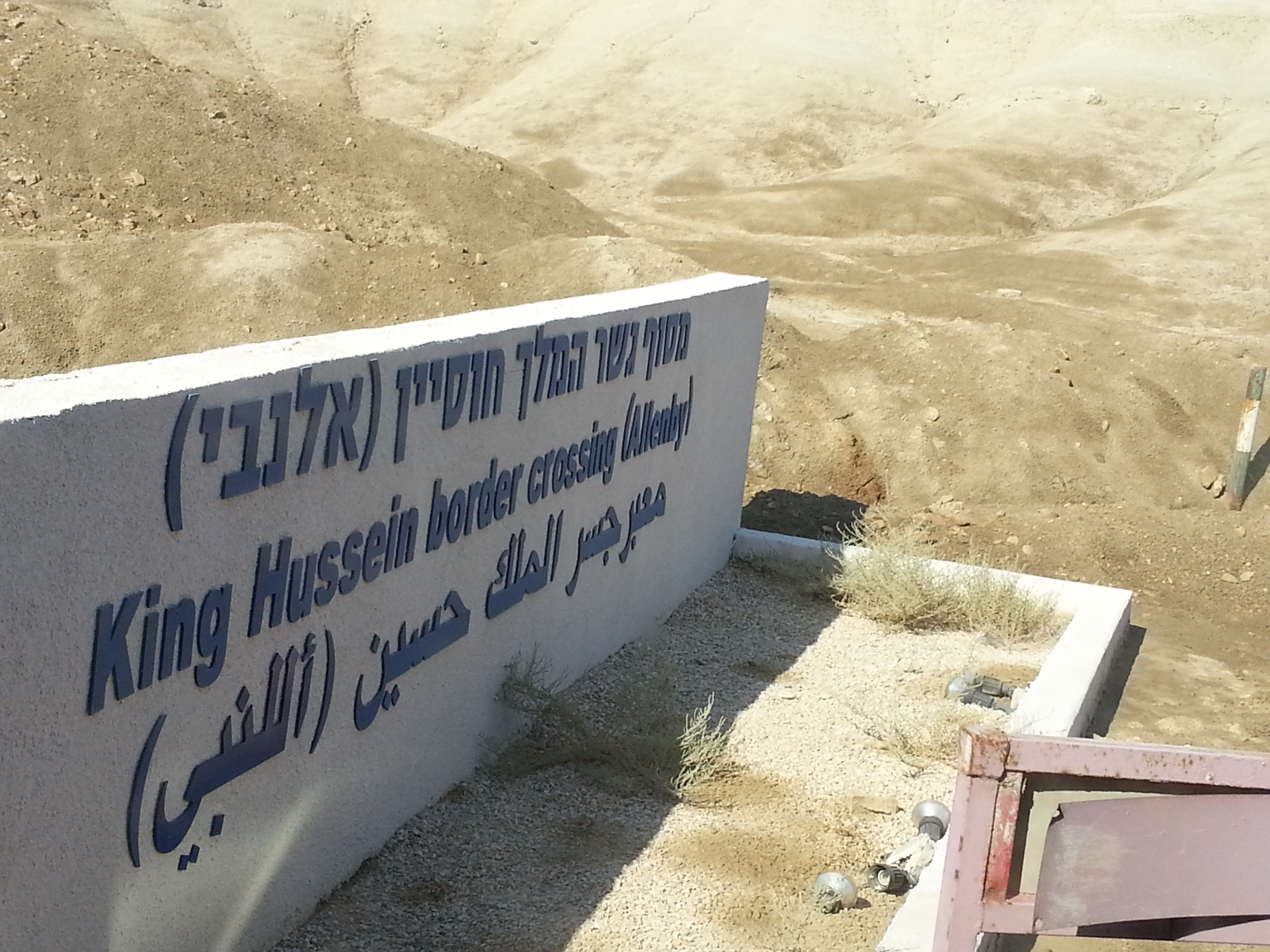
الناحية الغربية من الجسر ، 2013

بعد معاهدة السلام الأردنية الإسرائيلية تم تحديث الجسر وأصبح معبد كما أصبح نقطة العبور الرئيسية بين الأردن والضفة الغربية كما أصبح نقطة عبور الحجاج الفلسطينيين بطريقهم لمكة، كما أن سلطة المطارات في إسرائيل أصبحت المسؤولة عن الجسر، كما أنه لا يشترط أخذ تأشيرات دخول أثناء العبور عبر جسر الملك حسين كما لا يسمح للإسرائيليين (عرب إسرائيل) العبور إلا من أجل الحج والعمرة، أما السياح فيشترط حصولهم على تأشيرة دخول قبل عبور الجسر.
ويستخدم الفلسطينيون الجسر للذهاب إلى مطار الملكة علياء الدولي في عمان لإستخدام الطائرات، لأنه لا يسمح لهم بالطيران من مطار بن غوريون الدولي.